# Рейнхардт, Джанго
Джа́нго Ре́йнхардт (цыг. Django Reinhardt; настоящее имя Жан Рена́рт, фр. Jean Reinhardt; 23 января 1910 — 16 мая 1953) — французский джазовый гитарист-виртуоз, один из основателей стиля «джаз-мануш». Прозвище Рейнхардта «Джанго» на цыганском языке означает «я проснулся».

## Биография
Жан Ренарт (его имя более известно в варианте «Джанго Рейнхардт») родился в семье кочевых цыган в Бельгии, провинции Брабант. Вместе с семьёй он побывал во Франции, Италии, Алжире и на Корсике. Семья Рейнхардтов в конечном итоге осела во Франции, в предместьях Парижа. Рейнхардты делали плетёную мебель для гостиных, хотя среди них были и музыканты-любители.
Существует мнение, что настоящим («законным») именем Джанго было Жан-Батист, однако в свидетельстве о его рождении указано: «Жан Рейнхарт, сын Жан-Батиста Рейнхарта»
Первыми музыкальными инструментами Джанго были скрипка и банджо. Аккордеонист Фредо Гардони вспоминал, что познакомился с Жаном-Батистом, когда тому было 9 лет, и уже тогда Рейнхардт виртуозно играл на банджо и был настоящим маленьким ремесленником — мастерски вырезал из дерева фигурки лошадей и кибиток.
Слухи о таланте маленького мануша расходились по цыганским таборам: говорили, однажды он на спор с первого раза воспроизвёл на банджо семнадцать мелодий, наигранных ему на аккордеоне, которые прежде никогда не слышал.
На скрипке Джанго также мог сыграть множество классических произведений цыганских композиторов Венгрии.
С самого раннего детства музыкой Рейнхардт добывал себе хлеб насущный. Однако в какой-то момент казалось, что ему придётся распроститься с любимой профессией: во время пожара в таборе 18-летний музыкант очень сильно пострадал. На левой руке его остались рабочими только три пальца: большой, указательный и средний.
На полтора года Джанго был прикован к постели. Желая занять его, младший брат Жозе принес ему гитару, и покалеченный Рейнхардт начал заново учиться играть, удивляя персонал больницы своим упорством. Длительными болезненными упражнениями молодой гитарист смог, вопреки всем ожиданиям, преодолеть увечье, попутно разработав собственную самостоятельную технику игры. Теперь он играл не традиционную и классическую цыганскую музыку, а входящий в моду джаз. Правда, на цыганский манер.
После выхода из больницы дела Джанго резко пошли вверх. В 1934 году он познакомился со скрипачом и пианистом Стефаном Граппелли, работавшим в парижских кабаре и тапером в кинотеатрах. В 1934 году Рейнхардт и Граппелли сформировали Quintette du Hot Club de France. В него также вошли брат Джанго Иосиф Рейнхардт, Роджер Шапу (Roger Chaput) на гитарах и Луи Вола (Louis Vola) на басу. Иногда Chaput заменял лучший друг Рейнхардта, также цыган Пьер «Баро» Ферре (Pierre «Baro» Ferret). Вокалист Фредди Тейлор (Freddy Taylor) участвовал в записи нескольких песен, таких как «Georgia On My Mind» и «Nagasaki». Жан Саблон (Jean Sablon) был первым певцом, записавшим с ними более 30 песен с 1933 года. Члены квинтета извлекали из своих гитар ударные звуки, так как не имели ударных в составе. Квинтет Quintette du Hot Club de France в то время был одним из немногих известных джазовых ансамблей, состоявшим только из струнных инструментов.
Талант, ум и обаяние Джанго сделали его популярным в творческой среде — с ним дружили артисты, музыканты, художники, писатели и поэты Франции, США и Европы.
В годы оккупации Франции Джанго играл даже больше, чем когда это делал ради денег. Дело в том, что нацисты не переносили джаза, этого «кривляния чёрных недочеловеков». Каждый концерт Джанго был вызовом оккупантам, дарующим надежду и смелость духа французам-слушателям.
Джанго Рейнхардт пережил войну невредимым, в отличие от сотен тысяч европейских цыган, погибших в ходе цыганского геноцида. Рейнхардт хорошо понимал опасность, он и его семья сделали несколько неудачных попыток бегства из оккупированной Франции. Чудо его выживания частично объясняется тем, что он пользовался защитой (тайно) любящих джаз нацистов, таких как офицер люфтваффе Дитрих Шульц-Кён (Dietrich Schulz-Köhn), по прозвищу «Доктор Джаз».
Когда Джанго и вся его группа были настойчиво приглашены на «гастроли по Германии», музыканты разделились и начали скрываться. Рейнхардт покинул Францию и попытался получить убежище в нейтральной Швейцарии, но получил отказ. Джанго пришлось вновь вернуться к кочевому образу жизни. Он странствовал по Франции в компании то музыкантов, то цыган. В конце концов он вновь вернулся в Париж. Там он открыл свой клуб «La Roulotte» («Фургончик»).
Во время войны была написана месса для органа, хора и струнных инструментов «Реквием по цыганским братьям». В наше время ноты мессы утрачены и сохранились немногие исполнители, знающие, как её играть.
Высшая точка популярности Джанго пришлась на 1945 год, когда джаз, символ сопротивления оккупантам, стал музыкой освобождения. Кульминацией был сольный концерт с оркестром транспортной авиации.
Конец войны был ознаменован пришествием нового модного жанра, бибопа, и означал, что настают новые времена. Джанго Рейнхардту оказалось непросто адаптироваться к ним. Начиная с 1946 года он все чаще остается не у дел. Радость Освобождения прошла, эра свинга постепенно умирала. Клуб Джанго закрылся.
В октябре 1946 года Джанго отправился в единственную в своей жизни гастрольную поездку по США вместе с оркестром Дюка Эллингтона. Большой славы снискать ему там не удалось, хотя его «двухпальцевый стиль» произвел сильное впечатление.
По возвращении в Париж предложения становятся все более редкими. Из-за недостатка предложений Джанго все больше и больше времени посвящает живописи. «Не говорите мне о музыке. Сейчас я занимаюсь живописью», — таков его обычный ответ на предложения по работе.
В начале 1950-х Рейнхардт перевез свою небольшую семью — Софи «Нагин», свою вторую жену, и сына Бабика (впоследствии также ставшего джазменом) — из Парижа в небольшой городок Самуа-на-Сене к югу от столицы.
Скончался Великий Джанго 16 мая 1953 года от инсульта (по другой версии — от сердечного приступа): его здоровье было необратимо подорвано голодными скитаниями в дни войны.
В честь Джанго Рейнхардта назван международный фестиваль цыганского джаза, ежегодно проходящий в Нью-Йорке, веб-фреймворк Django (не имеет отношения к музыке), музыкальная группа «Джанго» и ряд музыкальных сайтов, посвящённых направлению джаз-мануш.

## Факты
- Джон Льюис (Modern Jazz Quartet) посвятил Джанго Рейнхардту одну из самых красивых пьес, «Джанго» (записана 1954), которая стала джазовым стандартом.
- Неоднократно упоминается в фильме Вуди Аллена «Сладкий и гадкий» (1999) с Шоном Пенном в главной роли.
- Некоторые произведения Джанго Рейнхардта являются официальными саундтреками игр (Mafia: The City of Lost Heaven, Mafia II, Mafia: Definitive Edition, BioShock, BioShock 2) и фильмов («Авиатор», «Голова в облаках», «Шоколад»). Композиция Джанго La Mer встречается в первом эпизоде дополнения Burial At Sea к игре BioShock Infinite (звучит из граммофона в музыкальном магазине в самом начале игры).
- Британский гитарист Тони Айомми, потерявший подушечки на среднем и безымянном пальцах из-за несчастного случая, хотел покончить с музыкой, но послушав записи Джанго, решил не делать этого.
- В мультфильме «Трио из Бельвилля» можно встретить шарж на Джанго.
- Британское издание Classic Rock включило Джанго в свой список величайших гитаристов всех времен.
- Лидер Slade Нодди Холдер назвал сына в честь гитариста.
- Django — свободный фреймворк для веб-приложений на языке программирования Python. Назван в честь музыканта.
- В романе Дины Рубиной «Синдром Петрушки» главный герой танцует дуэтом с куклой в человеческий рост под «Минорный свинг» Джанго Рейнхардта.
- Появляется в фильме «Генсбур. Любовь хулигана».
- Встречается в фильме «Гаттака».
- В фильме «Матрица», когда Нео приходит к Пифии в первый раз, по радио играет композиция Джанго Minor Swing[англ.]. В третьей части, «Матрица: Революция», когда Neo снова приходит к Пифии, по радио играет не менее известная композиция Джанго — Nuages[англ.]
- В 2017 году французский режиссёр Этьен Комар выпустил биографический фильм «Джанго» о жизни музыканта в оккупации. Фильм открыл 67 берлинский кинофестиваль. Роль Джанго исполнил Реда Катеб. Для экранизации австралийским композитором Уорреном Эллисом была написана реплика мессы «Реквием по цыганским братьям» на основе первых нескольких аккордов и знаний о составе исполнителей.